# Diuncustoma cylindricum
Diuncustoma cylindricum är en mångfotingart som beskrevs av Shelley 1997. Diuncustoma cylindricum ingår i släktet Diuncustoma och familjen Rhachodesmidae. Inga underarter finns listade i Catalogue of Life.